# بني واللمس
قرية بني واللمس هي إحدى القرى التابعة لمركز مغاغة بمحافظة المنيا في جمهورية مصر العربية. حسب إحصاءات سنة 2006، بلغ إجمالي السكان في بني واللمس 9874 نسمة، منهم 5085 رجلا و4789 امرأة.

## التاريخ
قرية بني واللمس من القرى القديمة، اسمها الأصلي «منية بو شعرة» حيث ذكرها الأسعد بن مماتي ضمن قرى الأعمال البهنساوية في كتابه قوانين الدواوين. كذلك ذكرها ابن الجيعان باسم «منيل أبو شعيرة» في كتابه التحفة السنية وهو أيضًا الاسم الذي وردت به في دليل سنة 1224هـ/1809م ضمن قرى ولاية البهنساوية، وأضاف الدليل أن اسمها أيضًا «بني واللمس» نسبة إلى اسم عائلة بربرية جاءت من بلاد المغرب ونزلت فى هذه القرية، فعُرفت بها.